# The Last in Line
The Last In Line је други студијски албум америчкe хеви-метал групе Dio, објављен 2. јула 1984. године. године.

## Списак песама
1. We Rock – 4:33 – (Део)
2. The Last in Line – 5:46 – (Део, Вивијан Кембел, Џими Бејн)
3. Breathless– (Део Kамбел) – 4:09
4. I Speed at Night – 3:26 – (Део, Кембел је, Бејн, Вини Апис)
5. One Night in the City – 5:14 – (Део Кембел, Бејн, Апис)
6. Evil Eieс – 3:38 – (Део)
7. Mystery – 3:55 – (Део, Бејн)
8. Eat Your Heart Out – 4:02 – (Део Кембел, Бане, Апис)
9. Egypt (The Chains Are On) – 7:01 – (Део Кембел, Бане, Апис)

## Извођачи
- Рони Џејмс Дио - вокал
- Вивијан Кембел - гитара
- Џими Бајн - бас-гитара
- Клод Шнел - тастатура
- Вини Апис - бубњеви